# Проспер Тірон
Проспер Тірон або Святий Проспер (лат. Prosper Tiro, близько 390 — бл. 455) — церковний діяч, поет, письменник та історик часів Римської імперії.

## Біографія
Народився у провінції Аквітанія. Здобув освіту в Массілії (сучасний Марсель). Про молоді роки мало відомостей. У 429 році почав листування з Аврелієм Августином, став учнем останнього. Підтримував Августина у боротьбі з пелагіанством, захищав вчення про благодать і призначення Августина. У 431 році переїхав до Риму, де познайомився з папою римським Целестином I, якого просив посилити боротьбу з єретиками.
У 440 році Проспер назавжди оселився в Римі, де став особистим секретарем папи Льва Великого. Просперу Тірону приписують авторство низки документів Льва Великого, зокрема відомо послання до Флавіана. Помер приблизно у 455 році, можливо під час захоплення Риму вандалами.

## Творчість
Проспер Тірон є автором близько 20 творів. У доробку Проспера Тірона переважають полемічні твори. Найвідомішими є віршовані поеми у віршах «Проти невдячних» та «Поема на Божественне Провидіння», праця, складена прозою — «Про звернення всіх поган». Ці твори були написані на захист Августина і проти його супротивників — пелагіан. Цікавою є збірка «Сентенції та епіграми», що складається з 92 максим та 106 епіграм моралізаторського напрямку.
Важливим для історії твором Проспера є «Короткі хроніки» (Epitome Chronicae), в яких він описав свій час, спираючись на особисті спостереження та документи. Вони охоплюють період з 379 до 455 рік. Цінними є відомості щодо війн римлян з гуннами, стосовно володарювання імператора Валентиніана III.